# Tsepinite-Na
La tsepinite-Na è un minerale.